# Melody
Melody – singel brytyjskiego producenta muzycznego i Dj-a Sigali zwiastujący jego drugi album studyjny. Singel został wydany 21 stycznia 2022 roku przez wytwórnie Ministry of Sound i B1 Recordings. Utwór zawiera wokale norweskiej autorki tekstów piosenek i piosenkarki Idy Botten.
Piosenka znalazła się w pierwszej dziesiątce na listach notowań na Białorusi, w Chorwacji, Holandii, Polsce, Rosji i na Węgrzech.

## Geneza utworu
Utwór został napisany w studiu artysty w Londynie z grupą bliskich przyjaciół, których producent zna od dawna. Jak mówi sam artysta, postanowili oni stworzyć „niezapomnianą melodię” i ostatecznie wykorzystali tę koncepcję jako podstawę piosenki. Dj traktuje utwór jako nowy rozdział w jego karierze. 

## Teledysk
Teledysk został opublikowany 4 lutego 2022 roku w serwisie YouTube i został nakręcony w mieście Teotihuacán de Arista mieszczącym się w Meksyku. 

## Notowania na listach przebojów
| Kraj              | Lista (2022)                         | Najwyższe miejsce |
| ----------------- | ------------------------------------ | ----------------- |
| Belgia            | Ultratip 50 Singles (Flandria)       | 35                |
| Białoruś          | Unistar Radio Top 20                 | 6                 |
| Chorwacja         | ARC 100                              | 7                 |
| Estonia           | Radiomonitor                         | 15                |
| Holandia          | Nederlandse Top 40                   | 10                |
| Holandia          | Single Top 100                       | 28                |
| Irlandia          | Top 100 Singles                      | 34                |
| Nowa Zelandia     | NZ Hot Singles Chart                 | 21                |
| Polska            | AirPlay – Top                        | 1                 |
| Polska            | AirPlay – Nowości                    | 2                 |
| Polska            | AirPlay – Największe skoki           | 2                 |
| Rosja             | City & Country Radio Hits            | 6                 |
| Słowacja          | Rádio Top 100                        | 42                |
| Stany Zjednoczone | Billboard Hot Dance/Electronic Songs | 38                |
| Stany Zjednoczone | Billboard Dance/Mix Show Airplay     | 40                |
| Węgry             | Single Top 40                        | 6                 |
| Wielka Brytania   | UK Singles Chart                     | 31                |

## Lista utworów
1. „Melody” – 2:47[29]

## Historia wydania
| Obszar     | Data             | Format                      | Wersja   | Wytwórnia                        | Przypis |
| ---------- | ---------------- | --------------------------- | -------- | -------------------------------- | ------- |
| Cały świat | 21 stycznia 2022 | digital download, streaming | oryginał | Ministry of Sound, B1 Recordings | [ 29 ]  |